# 坪石站
坪石站位于中国广东省樂昌市坪石镇，为京广铁路广东段的客运站，北距北京丰台站1975公里、南距广州站308公里。此站属广州局集团广深铁路股份有限公司广州车务段管辖，同时也是广州车务段在京广线所管辖的最北的车站。现为二等站。车站办理客货运业务，客运除部分过路列车停靠还设有始发列车，2018年日均发送旅客1210人、到达旅客900人；货运办理整车货物业务到发，主要到发品为原煤、金矿、农付、钢铁、非金属矿:217。
坪石站建于1935年7月，1936年开通运营，当时车站站房位于铁路西侧，面积100平方米，设有3条股道。1960年在线路东侧新建站房，同时站场规模扩建至2条到发线、2条存车线和1条货物线；由于既有站场面积狭小，1975年在既有车站北侧修建北运转场，1978年11月先建成新货场，全部工程于1983年4月30日完工，5月1日投用；1982年站房面积增加至400平方米，站场规模3.5道，1986年又重建站房。1987年在衡广复线工程中，车站扩建既有站场，并新建进出站地道一座:222。
坪石站原为广铁集团羊城铁路总公司的直属车站，1999年并入韶关车务段，2006年又并入广州车务段。

## 车站结构
坪石站站房建于1986年，面积3117平方米，共有4层。2020年春运前车站对站房进行内部改造，增设自助取票机、验证闸机等设施。

### 站场
坪石站布局为一级二场。南场办理客运业务和坪木铁路的车辆交界，设有4条到发线，另设有1条机待线和1条联络线。北运转场办理货运业务及部分列车的摘挂、解编、机车乘务员换班作业，设有7条到发线、3条调车线和3条货物线，另设有3条牵出线、3条段管线、3条机待线和1条机车整备线。车站设有通往中铁二十五局集团的专用线。